# Archeoskanzen Trocnov
Archeoskanzen Trocnov je prostor vznikající v rámci přeshraničního projektu od roku 2020 v areálu Památníku Jana Žižky v Trocnově na kterém se podílí Jihočeský kraj. Dokončený by měl být v roce 2024.
Jedná se o model středověké vesnice. Cílem archeoskanzenu je představit venkovská obydlí z období vrcholného středověku 14. až 15. století, tedy architekturu i život na vsi. Ukázky dobových staveb a stavebních postupů včetně předmětů denní potřeby, jako např. nábytek, zemědělské a řemeslné nástroje, zbraně, ale též husitský vůz.
V přípravě je edukační program nazvaný Středověký muzejní kufřík. Tyto kufříky budou obsahovat repliky středověkých artefaktů z jednotlivých příhraničních regionů.

## Skanzen
Archeopark vzniká v areálu Památníku Jana Žižky z Trocnova, stavba bude jeho provozní součástí. Stavebníkem je Jihočeské muzeum v Českých Budějovicích jehož je památník pobočkou. Zřizovatelem muzea je Jihočeský kraj.

## Stavba
Zhotovitel stavby byl vybrán napotřetí, jelikož se předešlé dvě zadávací řízení museli zrušit kvůli výraznému překročení předpokládané ceny. Sedlčanská firma postaví archeoskanzen za 47 milionů korun.

### Autoři
Autorem koncepce a odborných podkladů objektu je architekt, vysokoškolský pedagog, pracovník státní památkové péče se zaměřením na lidovou architekturu, historické stavební konstrukce a typologii staveb Jiří Škabrada, jež byl také konzultantem pražskému projektantovi architektu Petru Dostálovi. Jeho ateliér dříve realizoval v jižních Čechách opravu a adaptaci Vlašského dvora v Českém Krumlově.

## Akce a dění
Již před zahájením stavby se v roce 2019 na místě budoucího archeoskanzenu odehrávaly doprovodné akce jako stavba keramické pece, stavba a zapálení milíře nebo tavba železa. Některé musely být v roce 2020 v důsledku pandemie koronaviru přesunuty.

## Přístup
Do celého areálu vede modrá turistická značka z Ostrolovského Újezdu a ze železniční stanice Trocnov a červená ze železniční stanice Radostice u Trocnova. Dále areálem prochází cyklostezka 1122 Novohradsko-Doudlebsko. Areál je dostupný také autem s možností parkování.